# Shunsuke Tachino
Shunsuke Tachino (舘野 俊祐 Tachino Shunsuke?), född 19 maj 1993 i Toyama prefektur, är en japansk fotbollsspelare.
Tachino började sin karriär 2012 i Tokyo Verdy. 2012 blev han utlånad till Kataller Toyama. Han gick tillbaka till Tokyo Verdy 2014. Efter Tokyo Verdy spelade han för Matsue City FC och FC Osaka.